# Giochi centramericani
I Giochi centramericani ( in lingua spagnola: Juegos Deportivos Centroamericanos) sono una manifestazione sportiva, nata nel 1973, che si tiene ogni quattro anni nei paesi dell'America centrale, generalmente l'anno successivo ai Giochi olimpici estivi. L'evento è organizzato dalla ORDECA (Organización Deportiva Centroamericana).
Il gioco ha un equivalente della fiamma olimpica, con la fiamma del sito archeologico maya di Q'umarkaj, a El Quiché in Guatemala. Nonostante le radici affondate nella storia antica, tra i giochi non è incluso il tlachtli.
I giochi sono la seconda manifestazione multi-sportiva della regione dopo i Giochi centramericani e caraibici che inizialmente avevano la stessa denominazione prima di includere anche le nazioni insulari caraibiche.

## Paesi partecipanti
- Belize
- Costa Rica
- El Salvador
- Guatemala
- Honduras
- Nicaragua
- Panama

## Edizioni
| Anno | Edizione                   | Sede                   | Sede                   | Durata                  | Paesi | Sport | Atleti |
| ---- | -------------------------- | ---------------------- | ---------------------- | ----------------------- | ----- | ----- | ------ |
| 1973 | I Giochi centramericani    | Guatemala (bandiera)   | Guatemala (bandiera)   | 24 novembre 2 dicembre  | 6     | 16    | 966    |
| 1973 | I Giochi centramericani    | Città del Guatemala    | Guatemala              | 24 novembre 2 dicembre  | 6     | 16    | 966    |
| 1977 | II Giochi centramericani   | El Salvador (bandiera) | El Salvador (bandiera) | 25 novembre 4 dicembre  | 5     | 18    | 1282   |
| 1977 | II Giochi centramericani   | San Salvador           | El Salvador            | 25 novembre 4 dicembre  | 5     | 18    | 1282   |
| 1986 | III Giochi centramericani  | Guatemala (bandiera)   | Guatemala (bandiera)   | 4 gennaio 10 gennaio    | 5     | 20+3  | 741    |
| 1986 | III Giochi centramericani  | Città del Guatemala    | Guatemala              | 4 gennaio 10 gennaio    | 5     | 20+3  | 741    |
| 1990 | IV Giochi centramericani   | Honduras (bandiera)    | Honduras (bandiera)    | 5 gennaio 14 gennaio    | 6     | 22+1  | 2082   |
| 1990 | IV Giochi centramericani   | Tegucigalpa            | Honduras               | 5 gennaio 14 gennaio    | 6     | 22+1  | 2082   |
| 1994 | V Giochi centramericani    | El Salvador (bandiera) | El Salvador (bandiera) | 25 novembre 1º dicembre | 7     | 27    | 2112   |
| 1994 | V Giochi centramericani    | San Salvador           | El Salvador            | 25 novembre 1º dicembre | 7     | 27    | 2112   |
| 1997 | VI Giochi centramericani   | Honduras (bandiera)    | Honduras (bandiera)    | 5 dicembre 15 dicembre  | 7     | 25+1  | 2290   |
| 1997 | VI Giochi centramericani   | San Pedro Sula         | Honduras               | 5 dicembre 15 dicembre  | 7     | 25+1  | 2290   |
| 2001 | VII Giochi centramericani  | Guatemala (bandiera)   | Guatemala (bandiera)   | 22 novembre 3 dicembre  | 7     | 29+1  | 2182   |
| 2001 | VII Giochi centramericani  | Città del Guatemala    | Guatemala              | 22 novembre 3 dicembre  | 7     | 29+1  | 2182   |
| 2006 | VIII Giochi centramericani | Nicaragua (bandiera)   | Nicaragua (bandiera)   | 2 marzo 12 marzo        | 6     | 19    | 1095   |
| 2006 | VIII Giochi centramericani | Managua                | Nicaragua              | 2 marzo 12 marzo        | 6     | 19    | 1095   |
| 2010 | IX Giochi centramericani   | Panama (bandiera)      | Panama (bandiera)      | 9 aprile 19 aprile      | 6     | 23    | 1739   |
| 2010 | IX Giochi centramericani   | Panama                 | Panama                 | 9 aprile 19 aprile      | 6     | 23    | 1739   |
| 2013 | X Giochi centramericani    | Costa Rica (bandiera)  | Costa Rica (bandiera)  | 3 marzo 17 marzo        | 7     | 26+3  | 2738   |
| 2013 | X Giochi centramericani    | San José               | Costa Rica             | 3 marzo 17 marzo        | 7     | 26+3  | 2738   |
| 2017 | XI Giochi centramericani   | Nicaragua (bandiera)   | Nicaragua (bandiera)   | 3 dicembre 17 dicembre  | 7     | 27+1  | 3500   |
| 2017 | XI Giochi centramericani   | Managua                | Nicaragua              | 3 dicembre 17 dicembre  | 7     | 27+1  | 3500   |
| 2021 | XII Giochi centramericani  | El Salvador (bandiera) | El Salvador (bandiera) | 5 dicembre 19 dicembre  | 7     |       |        |
| 2021 | XII Giochi centramericani  | Santa Tecla            | El Salvador            | 5 dicembre 19 dicembre  | 7     |       |        |

## Medagliere
| # | Nazione     | Oro | Argento | Bronzo | Totale |
| - | ----------- | --- | ------- | ------ | ------ |
| 1 | Guatemala   | 535 | 481     | 382    | 1398   |
| 2 | El Salvador | 463 | 351     | 388    | 1202   |
| 3 | Costa Rica  | 342 | 343     | 375    | 1060   |
| 4 | Panama      | 203 | 235     | 272    | 710    |
| 5 | Nicaragua   | 166 | 230     | 383    | 779    |
| 6 | Honduras    | 166 | 225     | 333    | 724    |
| 7 | Belize      | 11  | 25      | 32     | 68     |

## Discipline sportive
Atletica
 Badminton
 Baseball
 Beach volley
 Bowling
 Boxe
 Calcio a 11
 Calcio a 5
 Canottaggio
Ciclismo BMX
Ciclismo mountain biking
 Ciclismo su strada
 Culturismo
 Equitazione
 Ginnastica
 Judo
 Karate
 Nuoto
 Nuoto di fondo
 Nuoto sincronizzato
 Pallacanestro
 Pallamano
 Pallanuoto
 Pallavolo
 Pattinaggio di velocità in linea
 Racquetball
 Scacchi
 Scherma
 Lotta
 Softball
 Sollevamento pesi
 Squash
 Taekwondo
 Tennis
 Tennistavolo
 Tiro
 Tiro con l'arco
 Triathlon
 Tuffi
 Vela